# 기시멘

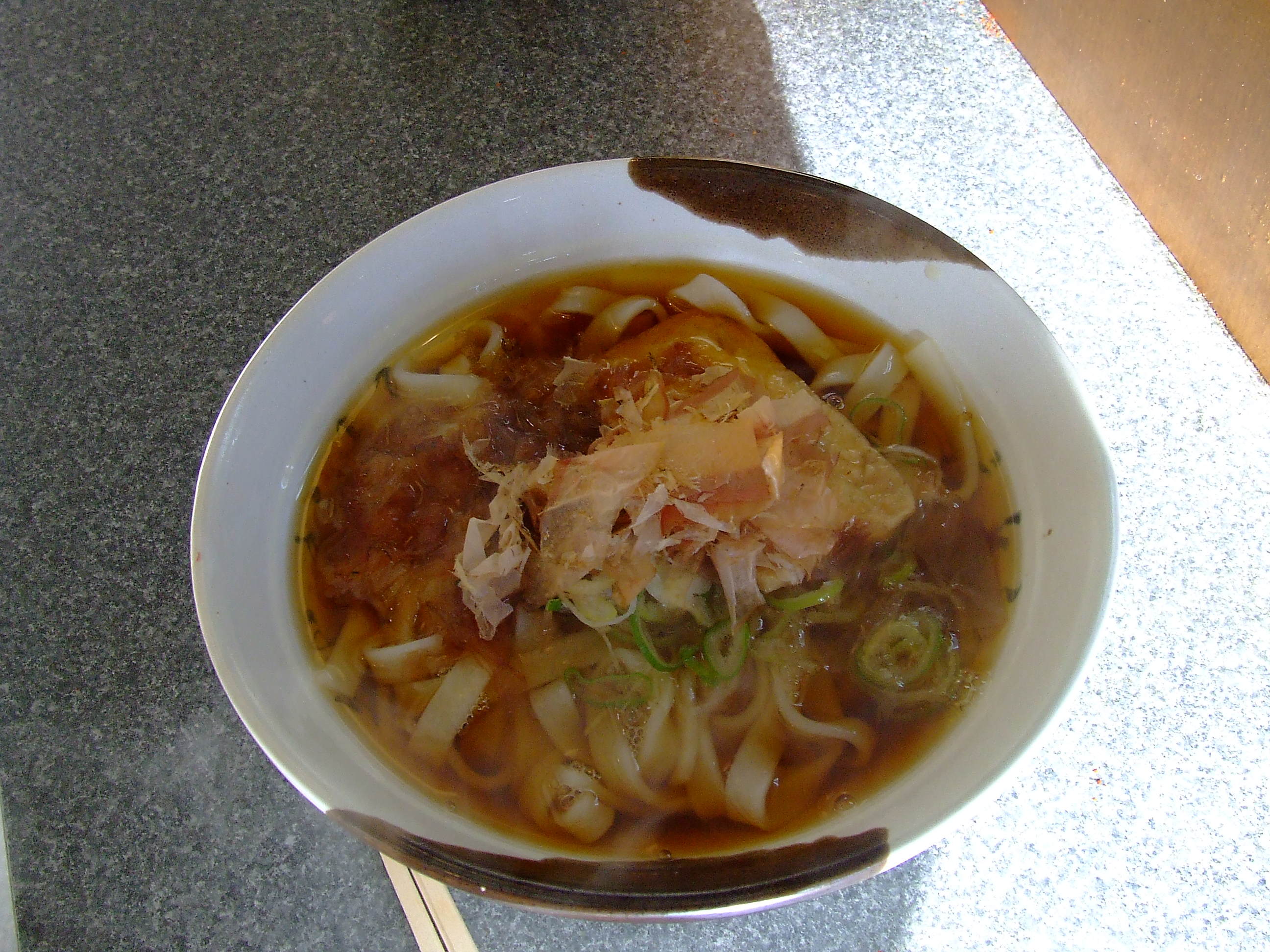
게즈리부시, 파, 유부를 재료로 한 기시멘

기시멘(일본어: きしめん)은 가늘지만 납작한 일본의 국수 요리이다. 우동의 종류 중 하나로, 일반적인 우동과는 모양이 달리 평평한 모양이다. 아이치현에서는 기시멘 보급위원회가 발족하는 등 아이치 현의 명물 요리로 여겨지고 있다.